# Ole Daniel Enersen
Ole Daniel Enersen (Oslo, 14 marzo 1943 – Oslo, 1º gennaio 2024) è stato un alpinista, fotografo, giornalista e scrittore norvegese.

## Biografia
Nel 1965 Enersen realizzò la prima scalata del monte Trollveggen a Romsdal, in Norvegia, insieme a Leif Normann Petterson, Odd Eliassen e Jon Teigland.
Fu tra i fondatori, nel 1976, del Norske Naturfotografer (NN), un'associazione esclusiva per fotografi naturalisti professionisti o parzialmente professionisti residenti in Norvegia, di cui fu il primo presidente.
Nel 2000 pubblicò il romanzo fantasy Dragen som elsket meg (lett. "Il drago che mi amava").
Creò e tenne aggiornato il sito Who Named It?, un ampio dizionario online di eponimi medici.
Morì a Oslo il 1º gennaio 2024 all'età di 80 anni.